# Bernhard Seifert (Biologe)
Bernhard Seifert (* 28. September 1955 in Zwickau) ist ein deutscher Entomologe und Leiter der Sektion Pterygota (Fluginsekten) am Senckenberg Museum für Naturkunde Görlitz.

## Wissenschaftliche Laufbahn
Bernhard Seifert beschäftigte sich bereits in der Jugend mit Avifaunistik. Von 1974 bis 1979 studierte er Biologie mit der Fachrichtung Tierphysiologie an der Universität Leipzig. Sein Studium schloss er mit dem Diplom ab, seine Diplomarbeit hat den Titel „Zur Topographie des exohypothalamischen neurosekretorischen Systems der Haustaube“. Nach seinem Abschluss arbeitete er zunächst im Bereich Entwicklungsbiologie des Zentralinstituts für Genetik und Kulturpflanzenforschung in Gatersleben.
Im Jahr 1981 übernahm er die Leitung des Bereiches Fluginsekten beim Staatlichen Museum für Naturkunde Görlitz. Im Jahr 1985 wurde er zum Kurator der Pterygota-Sammlung ernannt. Neben seiner Tätigkeit im Naturkundemuseum wurde er 1985 mit der Schrift „Vergleichende Untersuchungen zur Habitatwahl von Ameisen im mittleren und südlichen Teil der DDR“ promoviert.

## Forschungsgebiet
Seit 1979 forscht Seifert über Insekten, hierbei bilden Ameisen der Paläarktis seinen Forschungsschwerpunkt. In diesem Zusammenhang unternahm er unter anderem Expeditionen in Fennoskandinavien, im Zentralkaukasus und in Tibet. Zu den zentralen Aspekten seiner Untersuchungen gehören die Taxonomie, Soziobiologie, Ökologie und Evolution von Ameisen. Er gilt als einer der führenden Fachleute auf dem Gebiet der Myrmekologie.
Im Rahmen seiner Studien hat Seifert verschiedene Ameisenarten erstbeschrieben, beispielsweise Tapinoma subboreale und Formica lusatica.

## Veröffentlichungen (Auswahl)

### Fachartikel
- Bernhard Seifert: The taxonomical and ecological status of Lasius myops Forel (Hymenoptera, Formicidae) and first description of its males. In: Abhandlungen und Berichte des Naturkundemuseums. Forschungsstelle. Görlitz. Band 57, Nr. 6, 1983, ISSN 0373-7586.
- Bernhard Seifert: Vergleichende Untersuchungen zur Habitatwahl von Ameisen im mittleren und südlichen Teil der DDR. In: Abhandlungen und Berichte des Naturkundemuseums. Forschungsstelle. Görlitz. Band 59, 1986, S. 1–124.
- Bernhard Seifert: Lasius platythorax n. sp., a widespread sibling species of Lasius niger (Hymenoptera: Formicidae). In: Entomologia Generalis. Band 16, Nr. 1, 1991, ISSN 0171-8177, S. 69–81.
- Bernhard Seifert: Rapid range expansion in Lasius neglectus (Hymenoptera, Formicidae) — an Asian invader swamps Europe. In: Deutsche Entomologische Zeitschrift. Band 47, Nr. 2, 2000, S. 173–179, doi:10.1002/dez.200000020.
- A. V. Goropashnaya, V. B. Fedorov, B. Seifert & P. Pamilo: Limited phylogeographical structure across Eurasia in two red wood ant species Formica pratensis and F. lugubris (Hymenoptera, Formicidae). In: Molecular Ecology. Band 13, 2004, S. 1849–1858, doi:10.1111/j.1365-294X.2004.02189.x.
- Bernhard Seifert: Cryptic species in ants (Hymenoptera: Formicidae) revisited: we need a change in the alpha-taxonomic approach. In: Myrmecological News. Band 12, 2009, S. 149–166.
- Bernhard Seifert: A pragmatic species concept applicable to all eukaryotic organisms independent from their mode of reproduction or evolutionary history. In: Soil Organisms. Band 86, Nr. 1, 2014, S. 85–93.
- Herbert C. Wagner, Wolfgang Arthofer, Bernhard Seifert, Christoph Muster, Florian M. Steiner & Birgit C. Schlick-Steiner: Light at the end of the tunnel: Integrative taxonomy delimits cryptic species in the Tetramorium caespitum complex (Hymenoptera: Formicidae). In: Myrmecological News. Band 25, 2017, S. 95–129.

### Werk
- Bernhard Seifert: Die Ameisen Mittel- und Nordeuropas. lutra, Boxberg 2007, ISBN 978-3-936412-03-1.